# NGC 4596
NGC 4596 (również PGC 42401 lub UGC 7828) – galaktyka spiralna z poprzeczką (SB0-a), znajdująca się w gwiazdozbiorze Panny. Została odkryta 15 marca 1784 roku przez Williama Herschela. Należy do Gromady w Pannie.